# Sombefe
Meibitaui Sequencaré Sombefe ou Amenemés Sombefe foi o segundo faraó da XIII dinastia egípcia que reinou entre 1 800 até 1 796 a.C. durante o Segundo Período Intermediário. De acordo com Kim Ryholt, ele foi irmão de seu antecessor Sebecotepe I. Detlef Franke identifica ele com o quarto faraó da dinastia Amenemés V.

## Atestados
Sombefe é atestado na coluna 7, linha 6 do cânone de Turim, onde aparece como "Sequemkare [Amenemate Sombefe]". Embora, como um rei do início da XIII dinastia, Sombefe certamente tenha reinado em Ititaui no Faium, as únicas atestações contemporâneas dele são do sul de Tebas. Estes incluem um selo escaravelho de proveniência desconhecida, um selo cilíndrico da coleção Amherst e agora no Metropolitan Museum of Art, e dois blocos inscritos de El-Tod onde ele aparece sob o nome de Sequencaré. Dois registros do Nilo também são atribuídos a ele, um de Ascute e datado de seu terceiro ano, e o outro de Semnã na Núbia, datado em seu quarto ano. Um registro adicional, muito danificado de Semnã e datado do quinto ano também pode pertencer a ele. A propriedade desses registros do Nilo ainda está em dúvida, no entanto, já que eles apenas carregam o prenome Sequencaré, que Amenemés V também carregava. O egiptólogo e arqueólogo Stuart Tyson Smith, que estudou os registros inicialmente os atribuiu a Sombefe, mas depois mudou sua opinião e os atribuiu a Amenemés V.